# György Orth
György Orth (Boedapest, 30 april 1901 – Porto, 11 januari 1962) was een Hongaars voetballer en voetbaltrainer.
Ondanks het feit dat hij tijdens zijn professionele carrière 32 keer werd geselecteerd voor het Hongaars voetbalelftal werd hij nooit bondscoach van zijn thuisland. Dit werd hij echter wel in Chili, Mexico, Colombia en Peru. Met Chili nam hij deel aan het allereerste WK voetbal in 1930. Ondanks twee overwinningen strandde zijn ploeg daar in de groepsfase.